# 百韜橋
24°35′50″N 121°30′48″E / 24.59722°N 121.51333°E

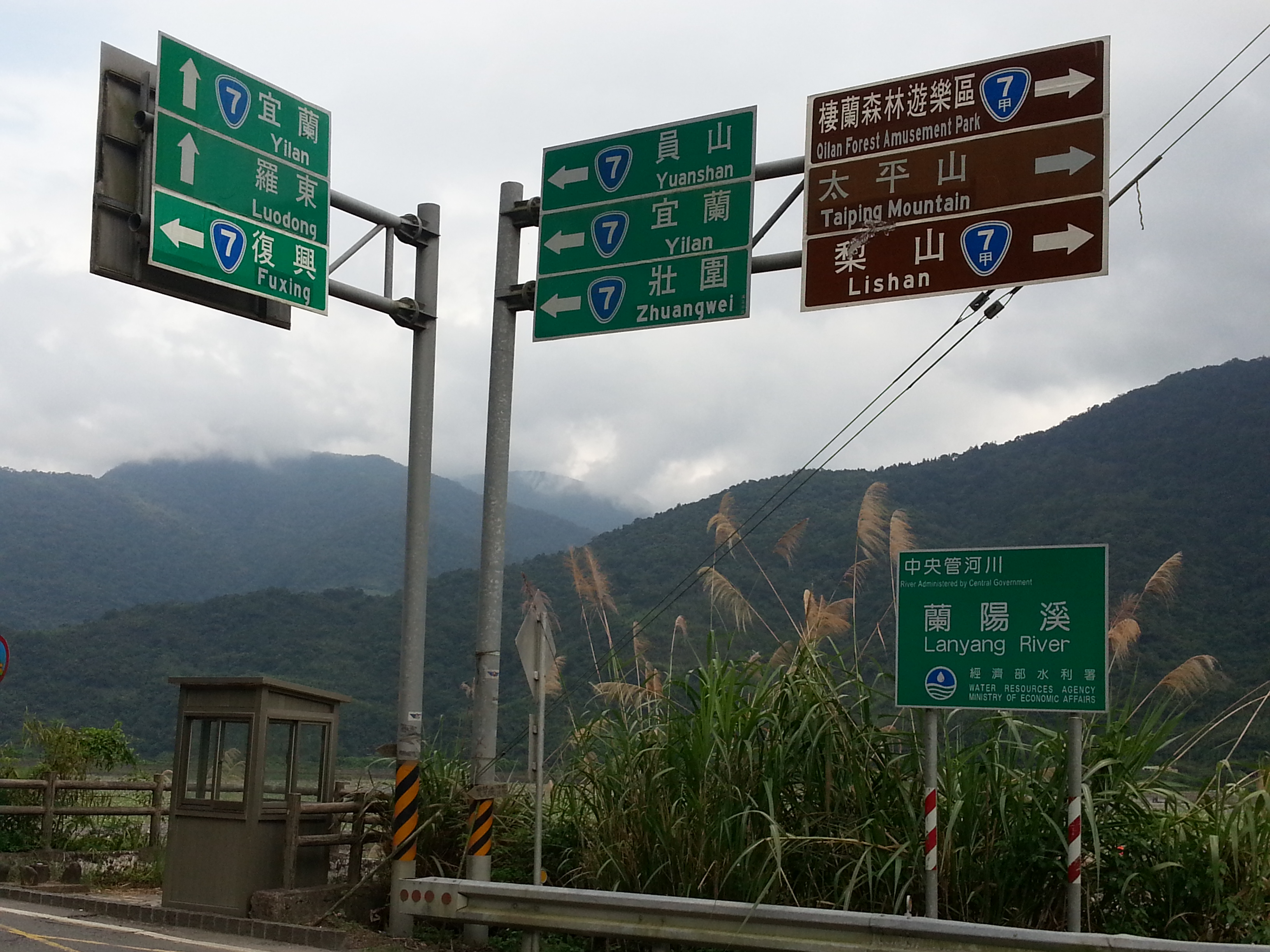
百韜橋位於北橫公路與中橫公路宜蘭支線的交叉路口上。

百韜橋，台灣公路橋樑之一，位於宜蘭縣大同鄉太平村棲蘭山莊以北三公里，省道台七甲線（中橫公路宜蘭支線）0公里處，省道台七線（北橫公路）86.6公里處，屬於廣義的棲蘭地區，海拔約330公尺。該橋跨越排谷溪（排骨溪、林森溪）。原為北橫公路東端終點，今為中橫宜蘭支線北端起點。橋名「百韜」，為紀念國共內戰之中，徐蚌會戰戰敗自殺的國軍將領黃百韜而命名。
第一代百韜橋於1965年完工通車，之後因橋體逐漸老舊且有必要因應逐漸成長的車流量，臺灣省公路局遂進行改建工程。第二代百韜橋於1989年7月完工通車，從單車道拓寬成雙向車道。

## 外部連結
- 百韜橋 宜蘭‧天晴‧風雨香 （页面存档备份，存于）